# NGC 1341
NGC 1341 è una galassia a spirale barrata situata nella costellazione della Fornace, a una distanza di circa 85 milioni di anni luce dalla nostra Via Lattea.

## Scoperta
La galassia è stata scoperta il 29 novembre 1837 dall'astronomo britannico John Herschel.

## Descrizione

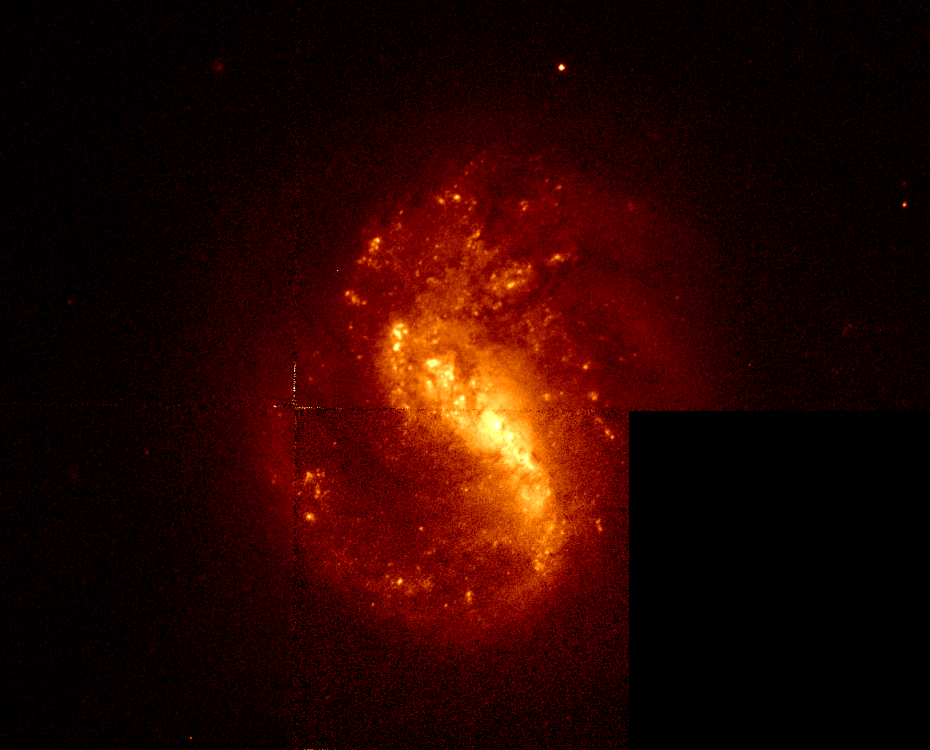
NGC 1341 ripresa dal Telescopio spaziale Hubble.

NGC 1341 ha una classe di luminosità I-II e presenta una larga riga a 21 cm dell'idrogeno neutro.
Nella galassia sono presenti anche regioni di idrogeno ionizzato.

## Gruppo di NGC 1316
NGC 1341 fa parte del Gruppo di NGC 1316, a sua volta incluso nel più vasto Ammasso della Fornace, che comprende almeno 20 galassie, tra cui IC 335, NGC 1310, NGC 1316, NGC 1317, NGC 1341, NGC 1350, NGC 1365, NGC 1380, NGC 1381, NGC 1382 e NGC 1404.